# Ковбаса

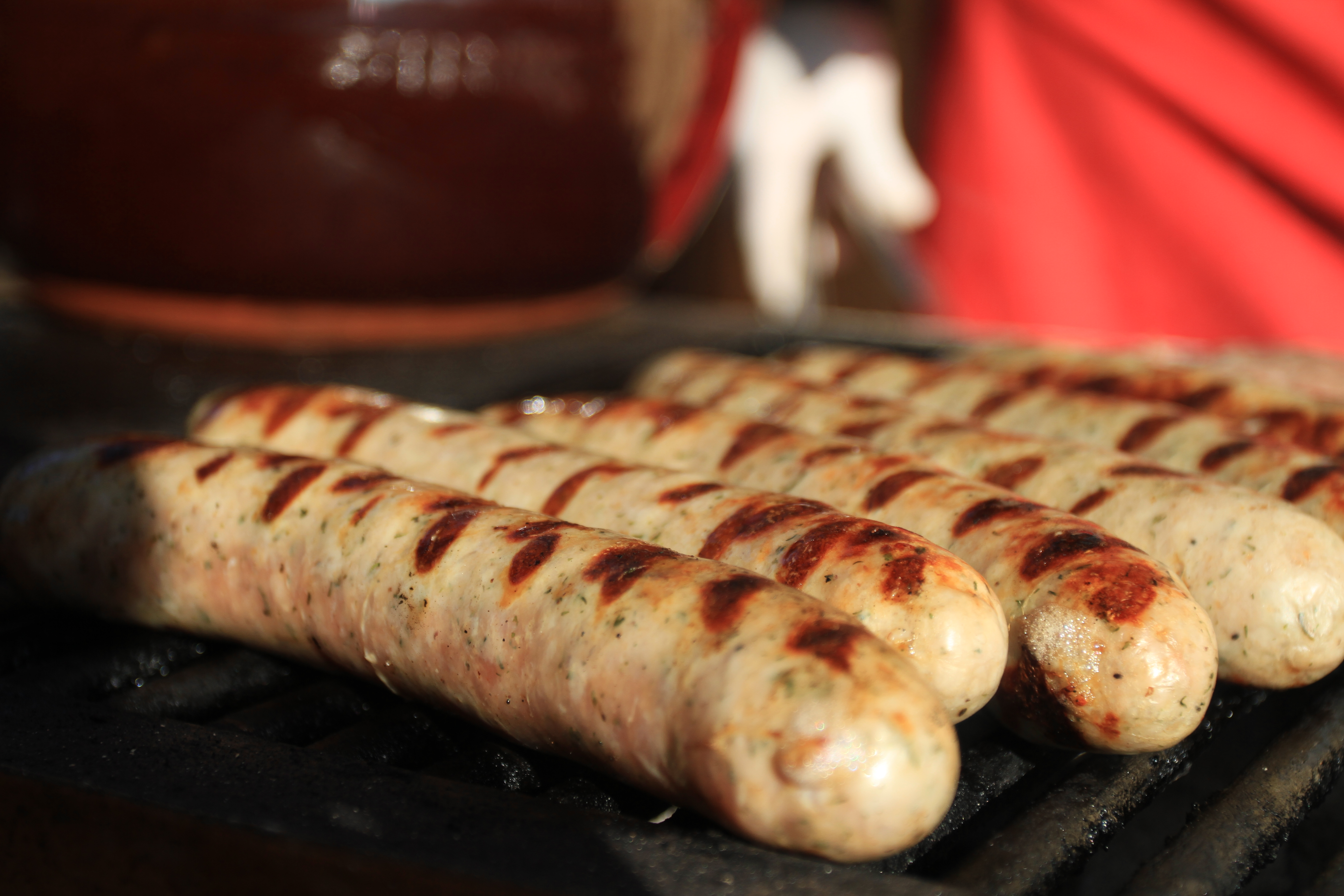

Ковбаса́ — м'ясний продукт з ковбасного фаршу в штучній чи натуральній оболонці, або без неї, підданий термічній обробці або ферментації до готовності для споживання. До складу фаршу, залежно від рецептури, входять, крім основної сировини (м'ясо, шпик, іноді подрібнене м'ясо птиці чи риби), кухонна сіль, сироватка чи плазма крові, іноді сира кров, білковий стабілізатор, знежирене чи сухе молоко, яйцепродукти, прянощі, а як зв'язуючі речовини — крохмаль, звичайний та модифікований, і борошно. До певних сортів додають також крупи та лівер.

## Класифікація ковбас

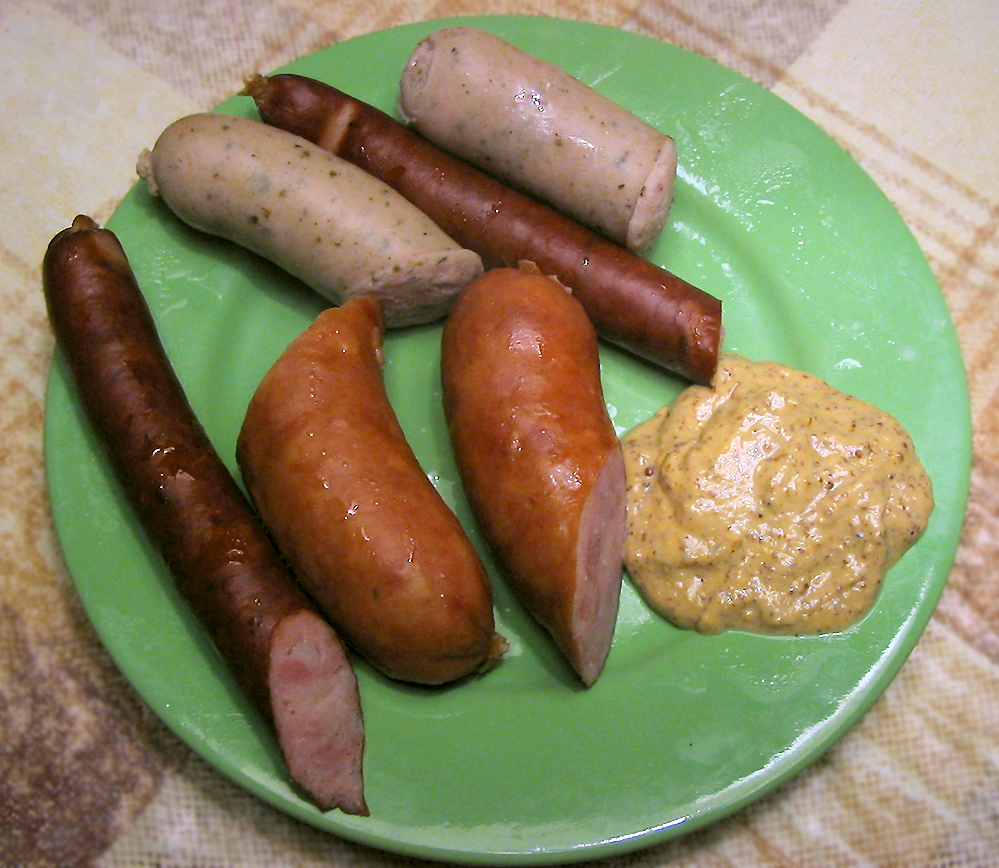
Різні види ковбаси на тарелі.

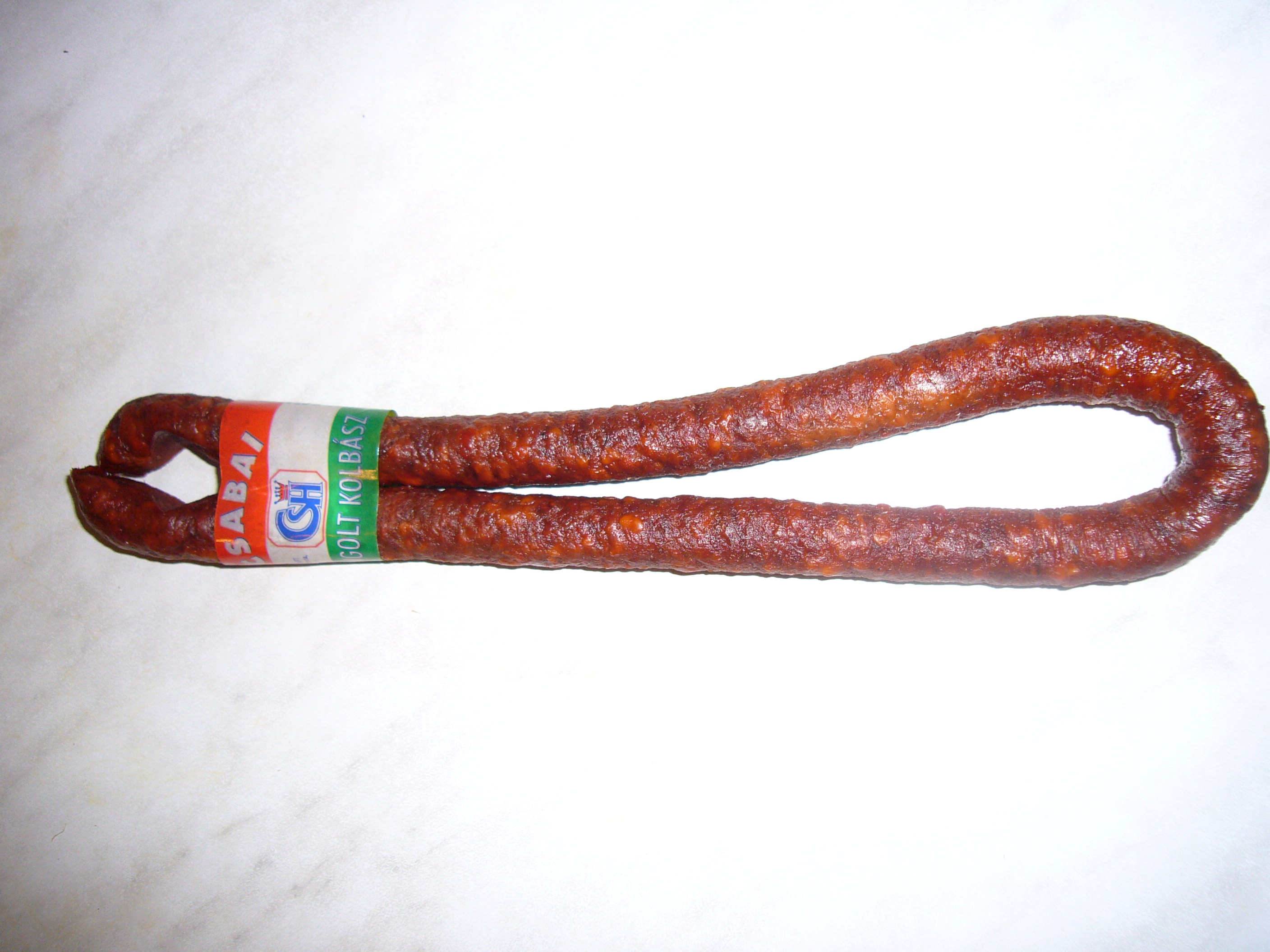
Угорська ковбаса чабаї (Csabai).

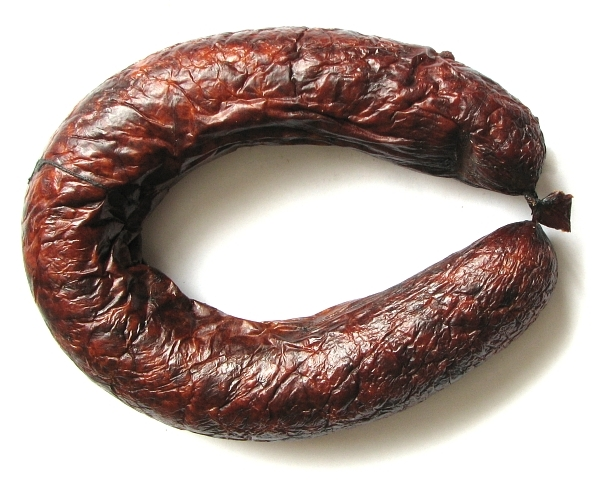
Домашня польська ковбаса.

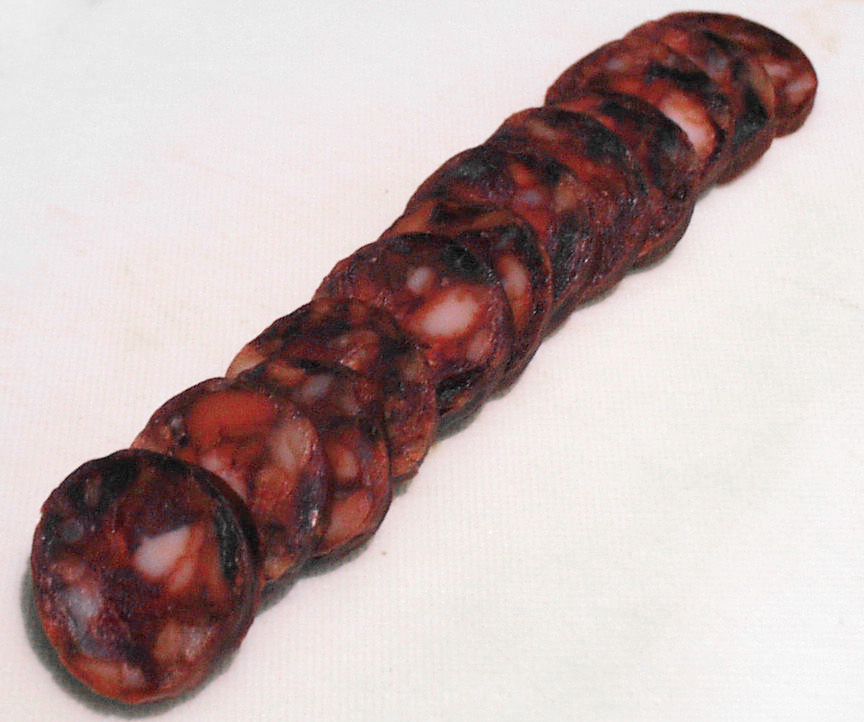
Іспанська ковбаса (Chorizo cortado).

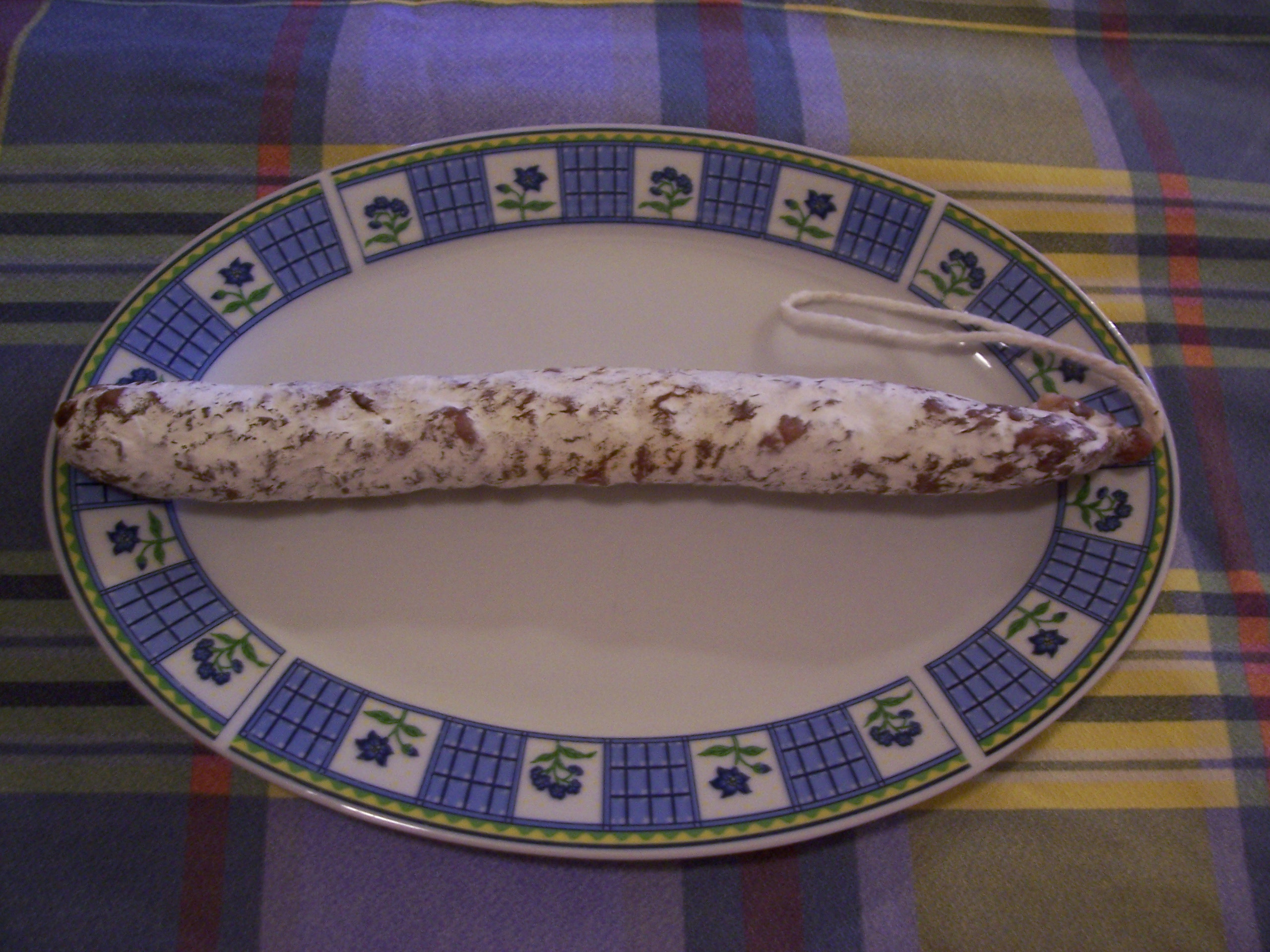
Каталанська суха ковбаса фует.

Ковбасні вироби класифікують залежно від виду виробів та способу обробки:
- варені, один із найвідоміших сортів — лікарська ковбаса,
- напівкопчені,
- вуджені (варено- та сирокопчені),
- фаршировані,
- сосиски та сардельки,
- ліверні ковбаси,
- кров'янки,
- м'ясні хліби,
- паштети,
- зельці,
- студні.

Залежно від виду м'яса:
- яловичі,
- свинячі,
- баранячі,
- кінські,
- верблюжі,
- оленячі,
- курячі.

За складом сировини:
- м'ясні,
- субпродуктові,
- кров'янки.

За якістю сировини ковбаси класифікуються на:
- вищий ґатунок,
- 1 ґатунок,
- 2 ґатунок,
- 3 ґатунок.

Залежно від виду оболонки:
- в натуральних кишках,
- у штучній оболонці,
- без оболонки.

За типом фаршу:
- з однорідною структурою,
- з включенням шпику,
- з м'яса кубиками,
- різаного м'яса,
- з язика,
- з подрібненого м'яса.

За призначенням:
- для широкого вжитку,
- делікатесні,
- для дієтичного,
- дитячого харчування.

## Історія
Ковбаса відома з давніх часів. Назва ковбаси, можливо, походить від тюрк. kul basti — «смажене м'ясо». Згадки про неї є в джерелах Давньої Греції (свинячі шлунки начиняли вареними шматочками м'яса), Риму (копчені кілечка кров'янки), Вавилону і Давнього Китаю. Кочові народи виготовляли «суджук» — в'ялене на сонці м'ясо, що доводили до кондиції солоним потом коней під сідлами. В Україні ковбасне виробництво відоме з давніх часів. Татищев вказує, що русини вміли солити м'ясо вже при Святославі, а, за Карамзіним, шинка з'явилася на Русі в епоху Володимира, окости подавали на бенкетах князя в Києві. У новгородських берестяних грамотах XII століття згадуються ковбаси, начинені свининою, гречкою, салом, кров'ю та яйцями.
На теренах України ковбаси набули поширення з німецькими колоністами міст у ХІІІ–XIV ст. Ян Длугош у своїй хроніці вперше документально згадав вживання ковбаси в Польщі, коли Владислав II Ягайло надіслав цей продукт дружині Софії на початку XIV ст. Різні види ковбас можна віднайти в мемуарах, творах із життя шляхти. З кінця XVIII ст. у Західній Україні поширились віденські ковбаси й сосиски, кезекрайнери, лянгягери, тірольські мисливські ковбаси, краківські ковбаси, різновиди варених і білих ковбас, з Угорщини прийшли дебреценські сосиски, салямі.
У Московії ковбас не виготовляли і не вживали через заборону на подрібнення м'яса. Виникнення ковбасної справи відбулось доволі пізно і відноситься до часу царювання Петра I. Саме в ці роки в Московському царстві з'явилися німецькі ковбасники, які відкривали свої виробництва спочатку в Петербурзі, а потім і в Москві. На початку XIX століття завдяки дедалі більшому розвитку російського способу виробництва в продажу з'явилася знаменита згодом углицька ковбаса, винайдена Русиновим, російським учнем німецького ковбасника, у місті Угличі. Згідно з енциклопедією Брокгауза і Ефрона, її виготовляли з м'яса старих корів, биків, що не годилось для вживання і яке на пару тижнів залишали в льохах. Коли кості відділялись від напіврозкладеного м'яса, до нього додавали сало, сіль і заповнювали оболонки, які коптили. З Москви в Углич привозили відходи м'яса для підмішування в ковбасну масу. Після 1910 року в ковбасному виробництві почалося повальне технічне переозброєння за допомогою німецьких фірм, які пропонували сучасне обладнання.

## Ковбаса в українській кухні й культурі
Ковбаса в традиційній українській кухні — це харчі, які виготовлялися переважно на запас. Після забою свині тонкі кишки ретельно промивали, вимочували, очищали й начиняли сирим м'ясом, салом із сіллю, часником, перцем. Ковбаса складалася кільцями і засмажувалась на листах у гарячій печі з обох боків.
Ковбаси зазвичай робили перед Різдвом, Великоднем, і вони були обов'язковою й почесною стравою на святковому столі. Для тривалого зберігання ковбасу складали в горщики, заливали смальцем і ставили в прохолодне місце. На Заході України ковбасу також вудили в спеціальних коптильнях або просто в комині.

## Види ковбас і їх виробництво

Підготовлена свинина для виготовлення ковбасного фаршу
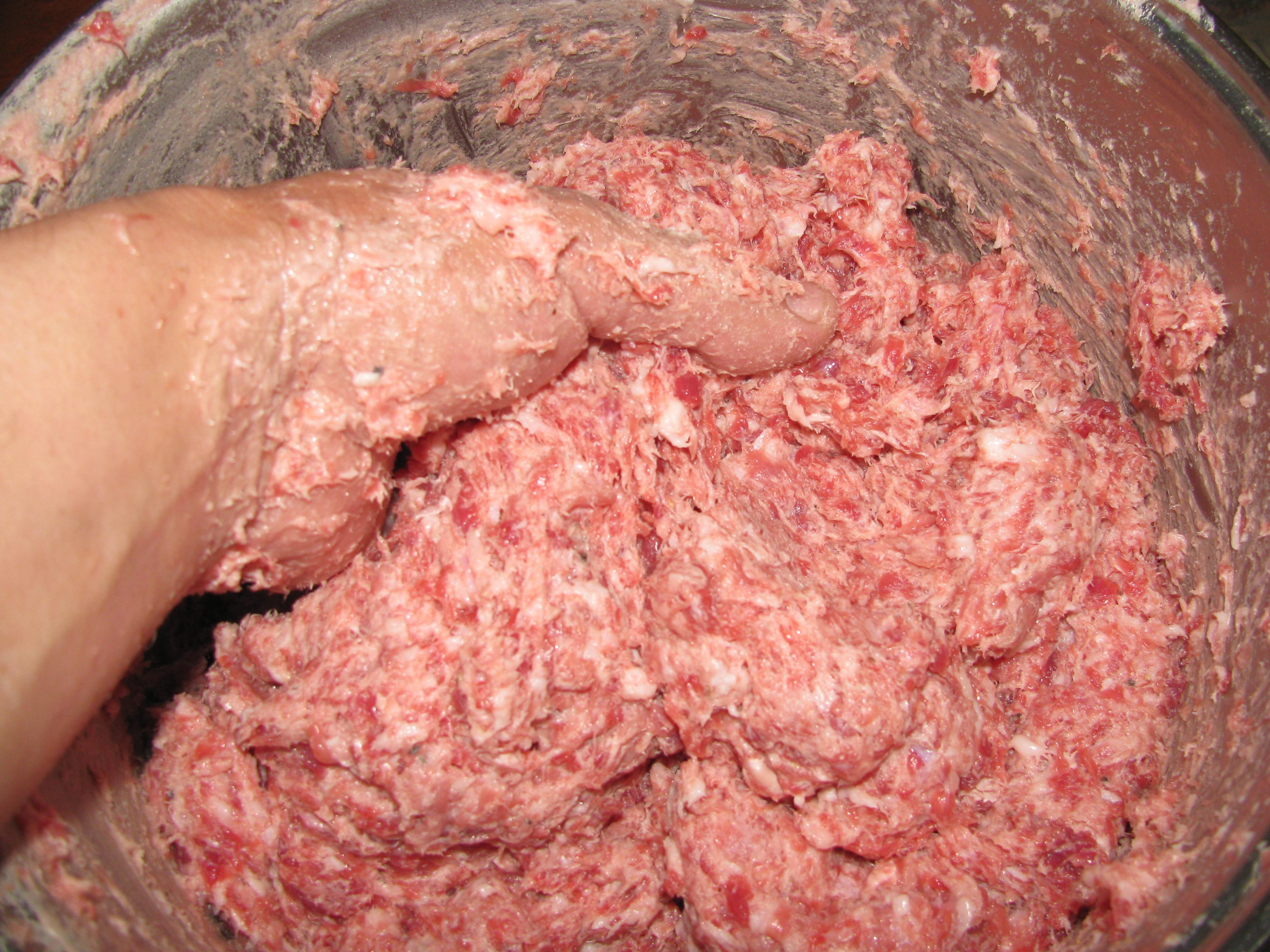
Приготування фаршу для ковбаси
Наповнення фаршом натуральної кишки за допомогою масарського шприца
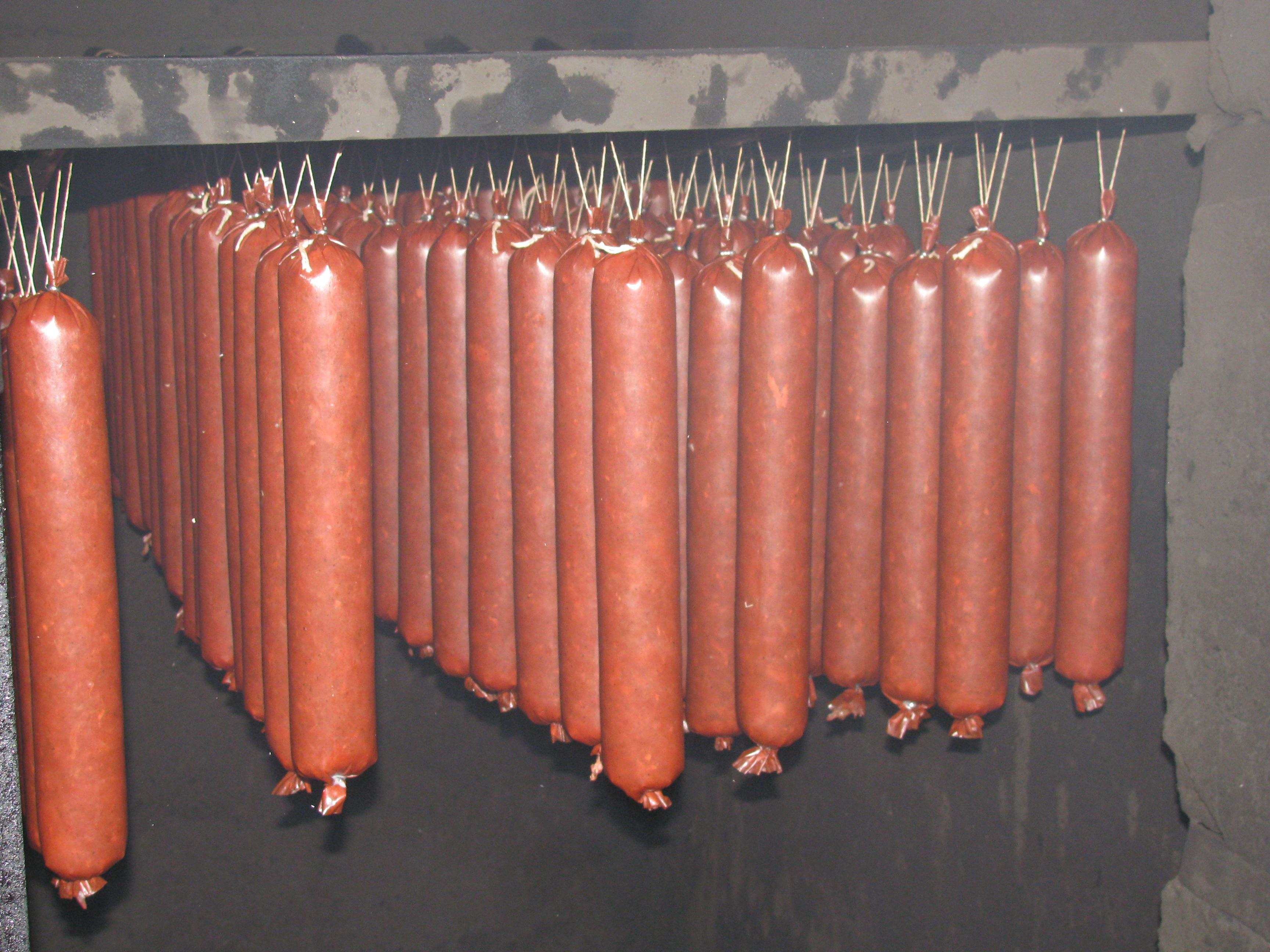
Батони ковбаси «Дрогобицька» в коптильній камері
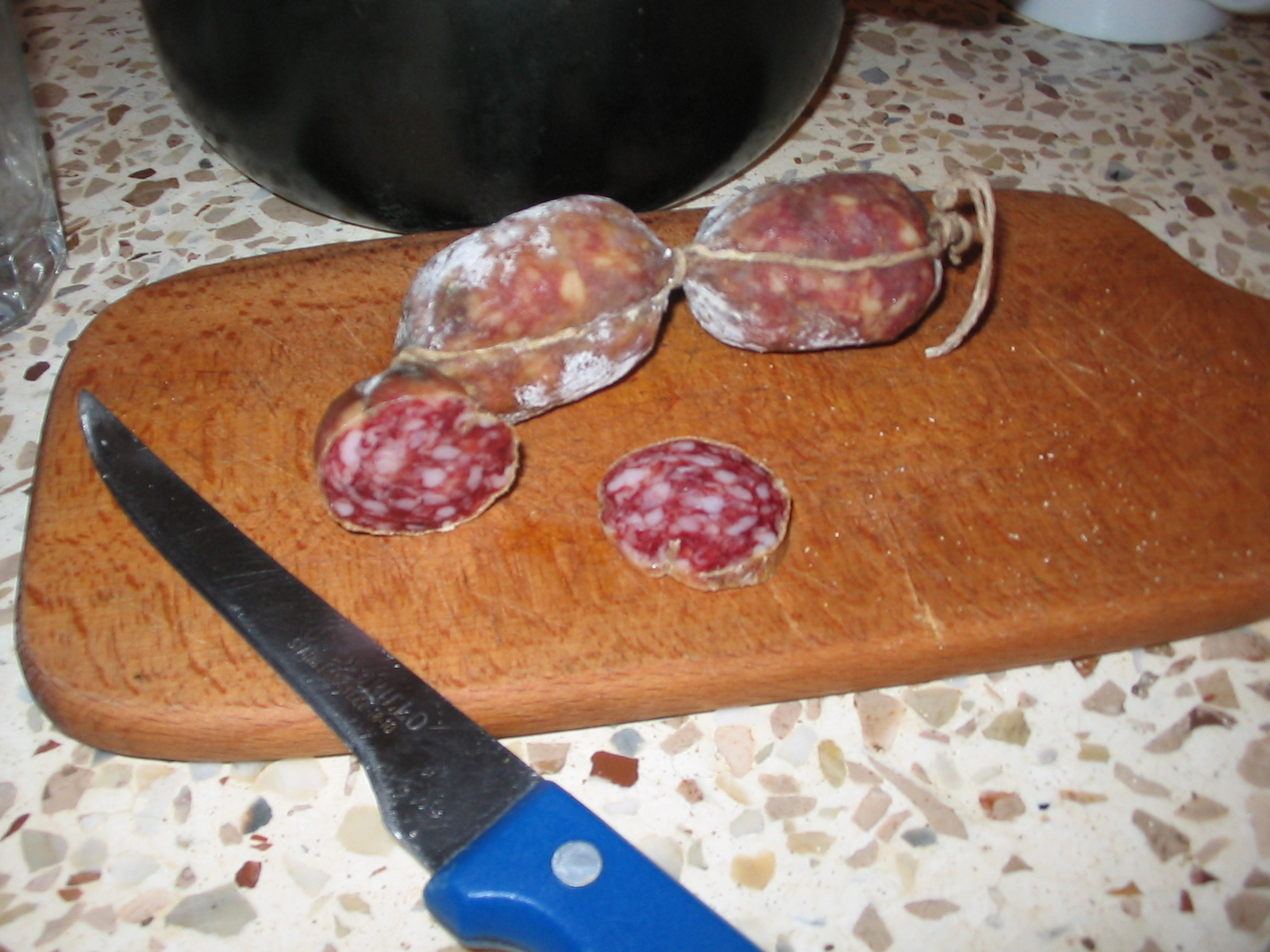
Сиров'ялена ковбаса із свинини
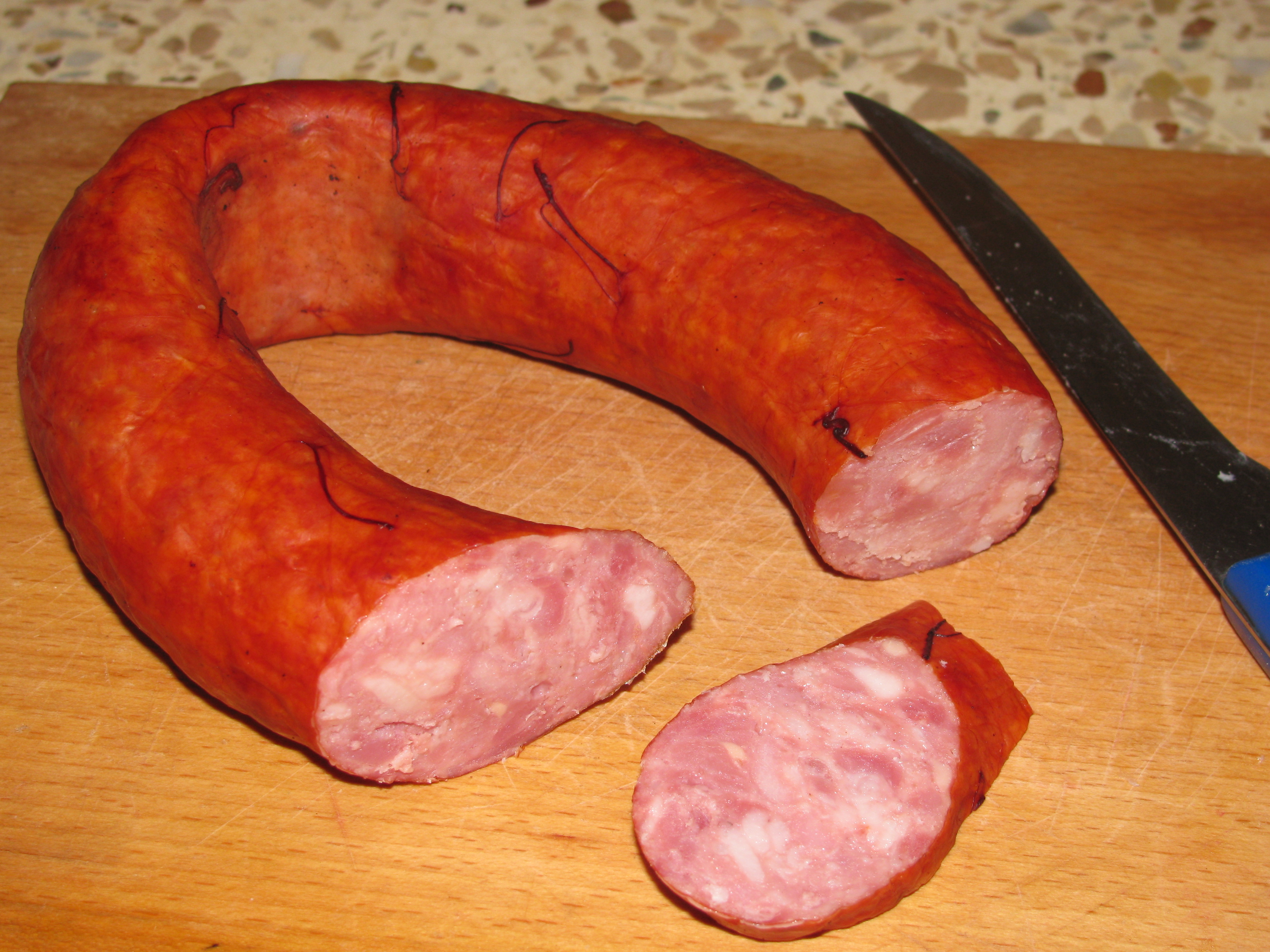
Ковбаса «Домашня», копчена
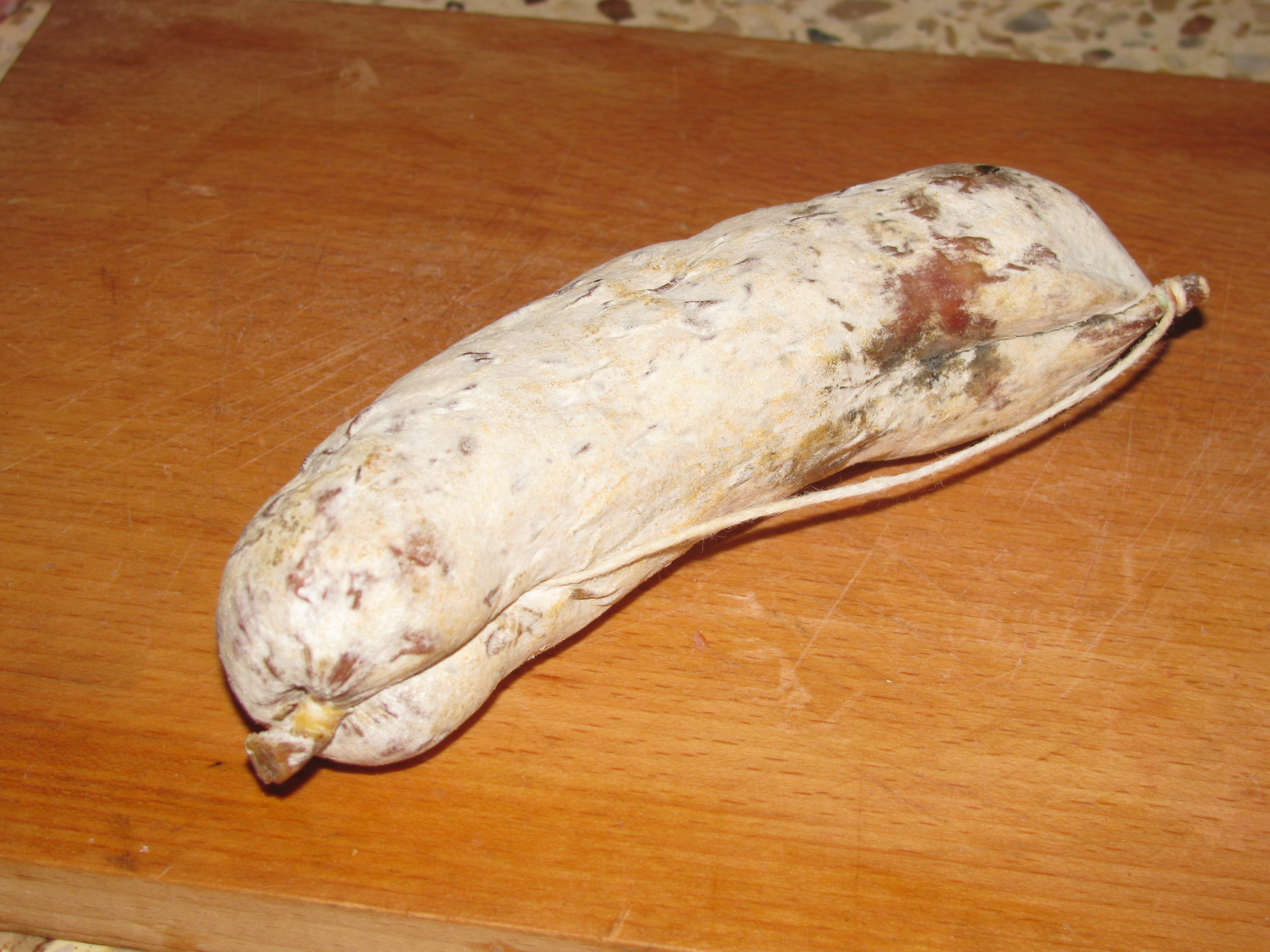
Салямі свиняча сиров'ялена
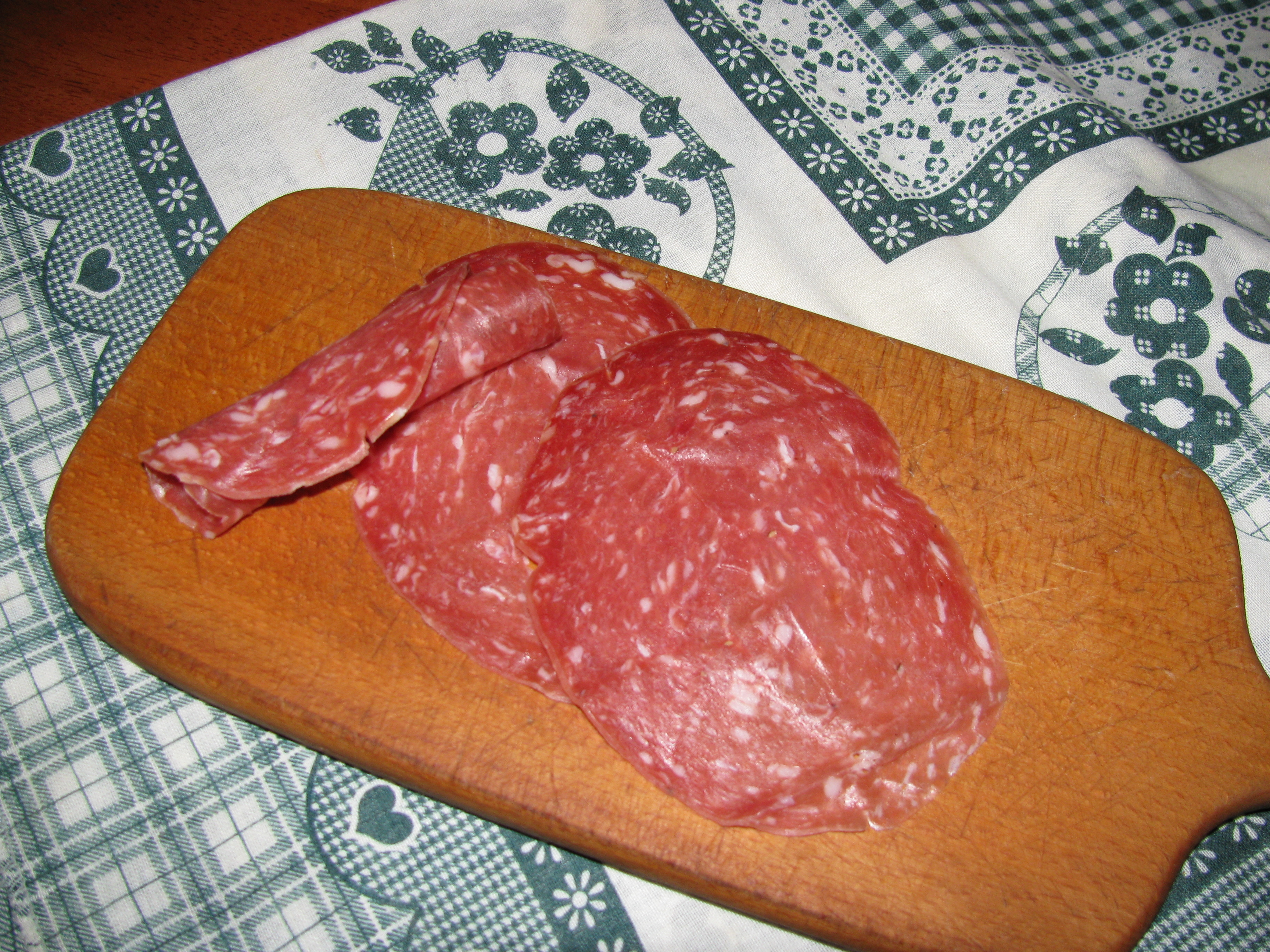
Ковбаса «Salame Milanese»
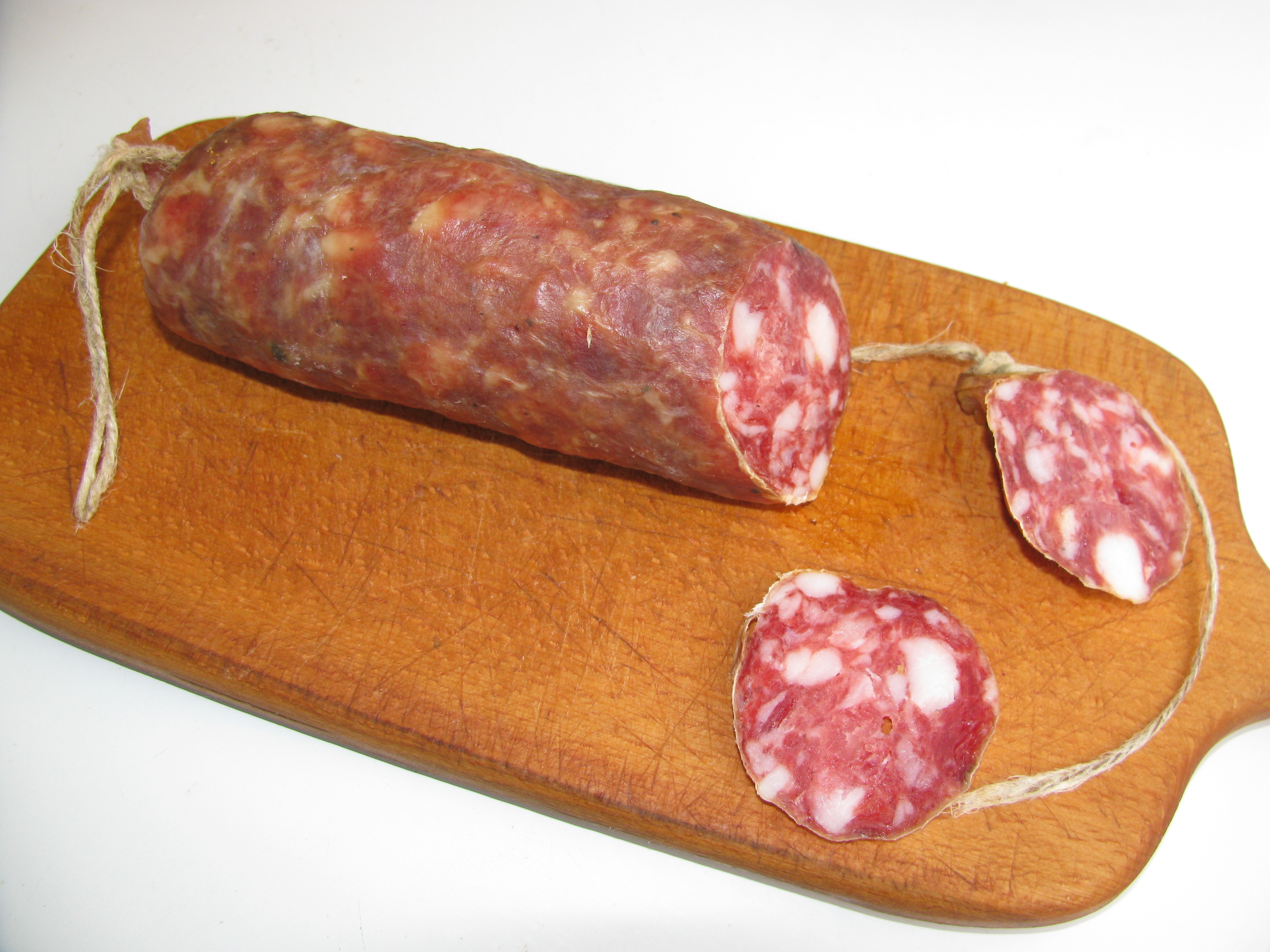
Ковбаса «Salame Napoletano»
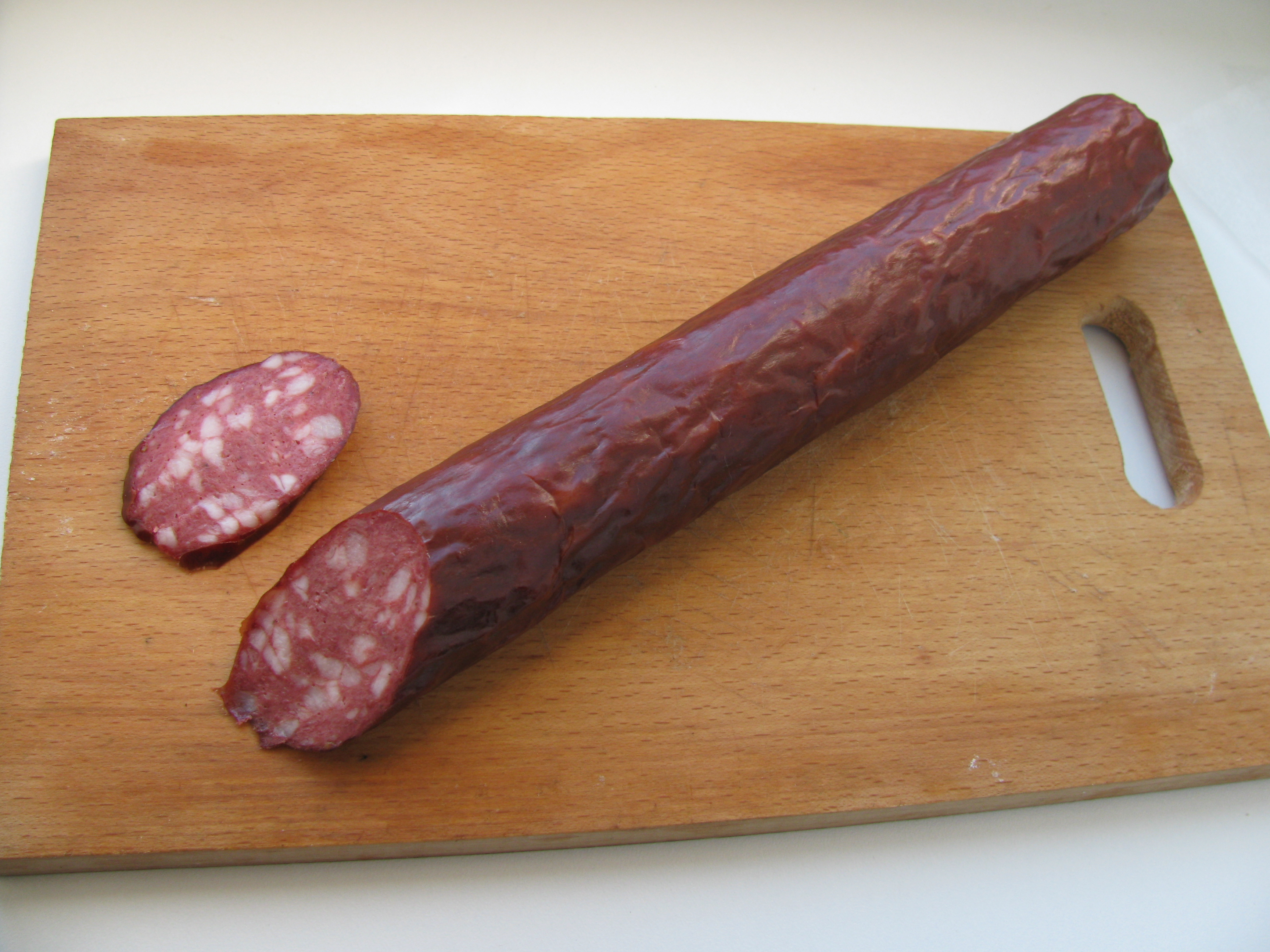
Ковбаса «Київська» (колишня «Московська»)
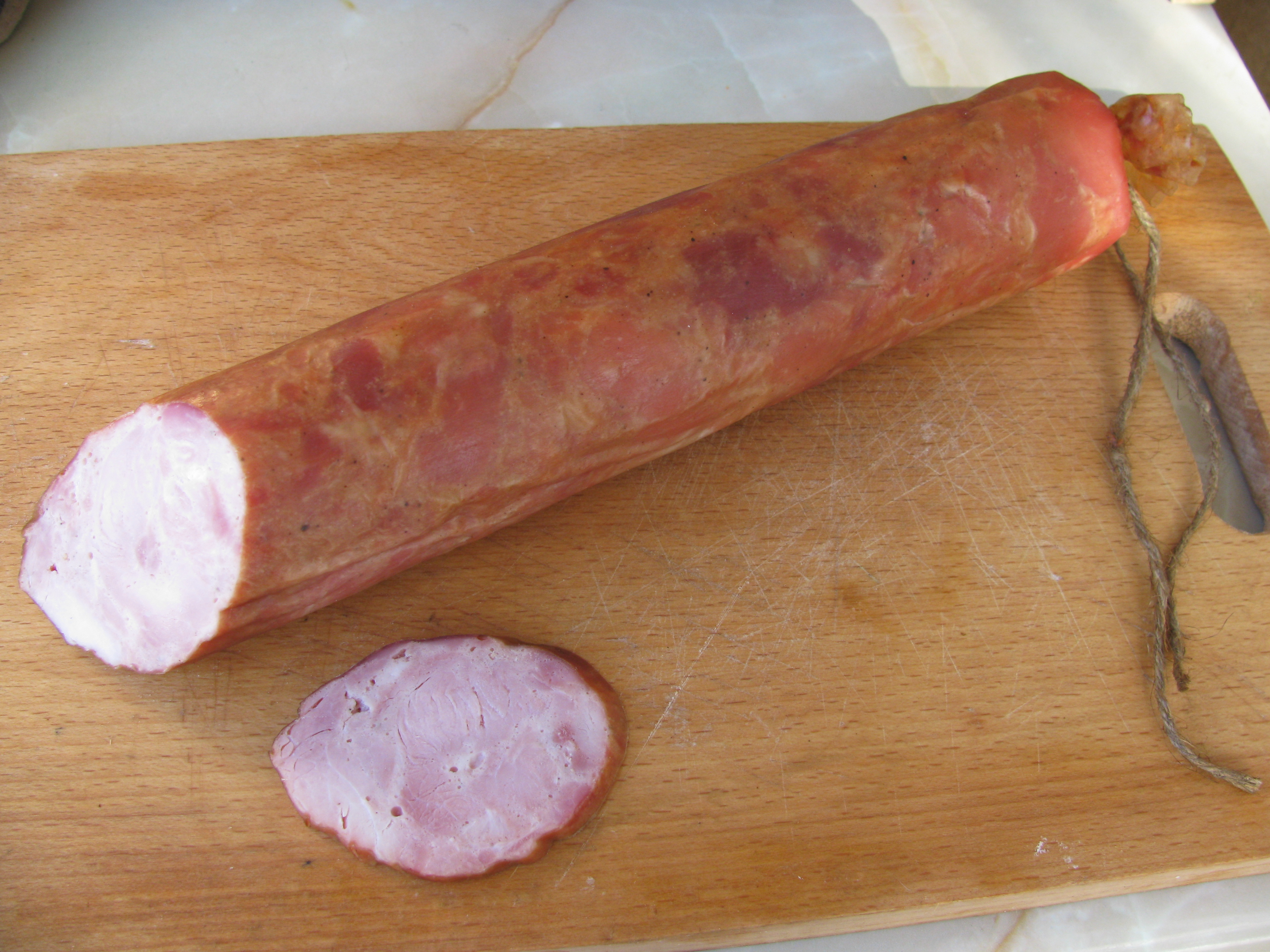
Ковбаса «Дрогобицька»
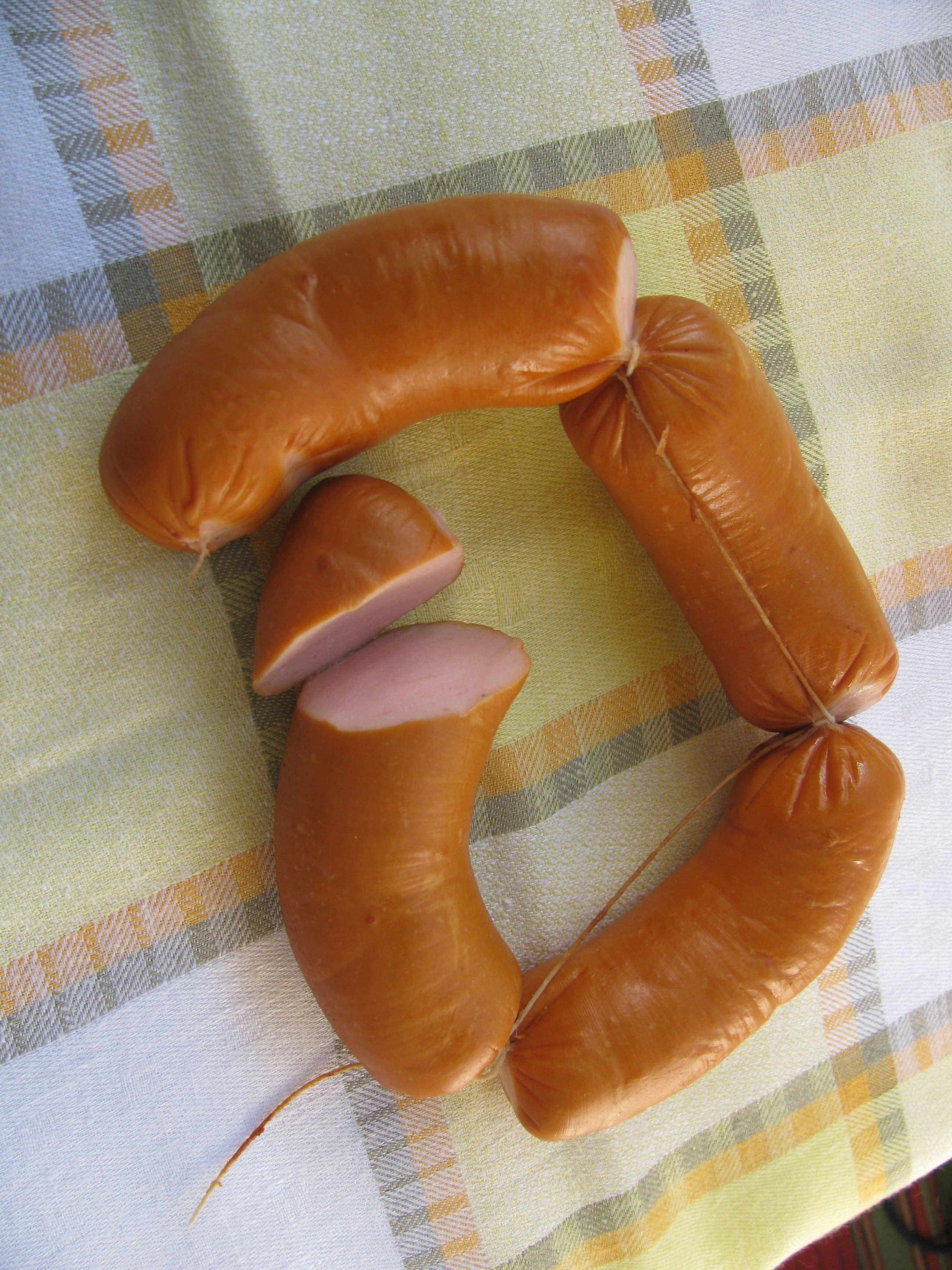
Сердельки «Свинячі, копчені»

#### Варена
Варену ковбасу виготовляють із просоленого фаршу, варять при температурі близько 80 градусів. Варені ковбаси найвищого ґатунку — фаршировані. Це товсті ковбаси, наповнювачі яких мають, як правило, суворо визначений малюнок. Варені ковбаси можуть містити велику кількість сої, а можуть бути і вегетаріанськими із соєю або сейтаном замість м'яса. Довго не зберігаються. Варені ковбаси містять 10–15 % білків, 20–30 % жиру, їх енергетична цінність — 220–310 ккал на 100 г. До варених ковбас також відносяться сосиски та сардельки. Сардельки виготовляються тільки з натуральною оболонкою.

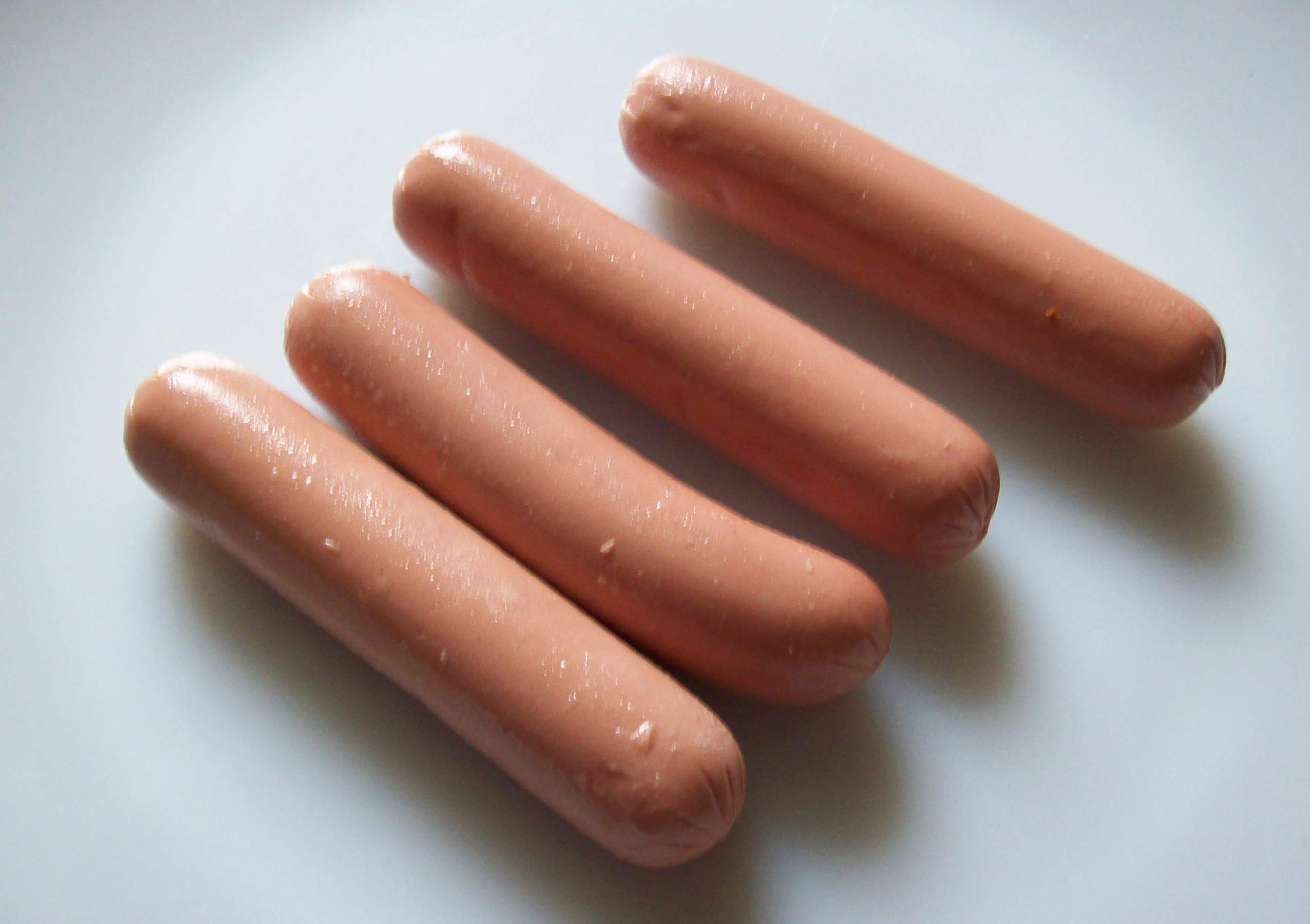
Вегетаріанські сосиски для хот-догу

Ґатунок варених ковбас визначається ґатунком яловичини, яка була застосована для їх виготовлення. При цьому в фарші ковбас одного й того ж ґатунку може бути різне співвідношення як основних, так і додаткових компонентів (інгредієнтів).
Сосиски та сардельки — це варені ковбаси з однорідним фаршем, які не містять шматочків шпику. Розміри сосисок: діаметр — 14–32 мм, довжина — до 130 мм. Сардельки товщі, мають діаметр від 32 до 44 мм, зате довжина їх не більше 90 мм. Сировиною для сосисок та сардельок є м'ясо молодих тварин, переважно телят. Обсмаження та варка для них короткотривалі. На спеціальному агрегаті ВНДІММП випускають сосиски без оболонки. Їм за оболонку править підсушений і підсмажений зовнішній шар. Сосиски та сардельки випускають тільки вищого та першого ґатунку. До вищого ґатунку сосисок та сардельок належать Любительські, Молочні, Особливі, Вершкові, Свинячі та Шпикачки.
До 1 ґатунку — Російські та Яловичі.[джерело?]

#### Варено-копчена
Її спочатку варять, а потім піддають копченню. Містить варено-копчена ковбаса більше спецій, ніж варені ковбаси. На відміну від варених ковбас (у яких фарш представляє суцільну масу) варено-копчена може складатися з дрібних шматочків визначеного розміру. Як добавки використовуються молоко, вершки, борошно, шпик і крохмаль. Варено-копчена ковбаса містить 10-17 % білків, 30-40 % жирів, її енергетична цінність — 350–410 ккал на 100 г, а термін зберігання в холодильнику — не більше 15 діб.

#### Сирокопчена (твердокопчена)
Вона не піддається термічній обробці, холодне копчення відбувається при 20-25 градусах, м'ясо піддається ферментації і зневоднюванню.
Виготовляються такі продукти тільки з м'яса вищих сортів, а сам процес приготування довгий і трудомісткий.
Дозрівання сирокопченої ковбаси триває не менше 30–40 діб. Сирокопчена ковбаса містить найбільшу кількість спецій, також можливе додавання коньяку.
На смак сирокопчені ковбаси гострі, пряні, у них хороший чіткий зріз. Зберігатися можуть дуже довго: 45 діб.
Сирокопчена ковбаса містить жиру — 28–57 %, енергетична цінність — 340–570 ккал на 100 г.

#### Сушена
Це окремий вид ковбаси, у виготовленні якої взагалі не застосовується термічна обробка продукту. Заповнені фаршем оболонки висушують протягом 30–40 днів. Типовим прикладом такої ковбаси є суджук, бастурма й інші. Для їх приготування, як правило, використовується жирніше м'ясо і дуже багато спецій, як правило, перець.

#### Смажена
Цей вид ковбаси є найпростішим. Він нерідко застосовується в домашніх господарствах. Іноді така ковбаса продається як напівфабрикат, і на прилавках її можна зустріти з позначкою «ковбаса для смаження». За великим рахунком це напівфабрикат, і кінцева обробка припадає на долю покупця. Тому особливу увагу варто звертати на свіжість такої ковбаси. У готовому вигляді вона може називатися українською домашньою, смаженою, запеченою. У процесі приготування м'ясо нарізають невеликими шматочками 5–7 мм, солять, додають спеції (перець, часник), іноді трохи цукру або навіть крохмалю. Потім отриманим фаршем наповнюють оболонку, ковбасу викладають на сковорідку й обсмажують, іноді запікають у духовці.

#### Ліверна
Головний інгредієнт — лівер — подрібнені субпродукти (печінка, м'ясо свинячих голів, язики, ніжки, вуха тощо), топлений жир, молоко, борошно і яйцепродукти. Після того, як змішаний варений фарш наб'ють в оболонку, ліверні ковбаси варять повторно. Якщо у всіх варених ковбасах для забезпечення рожевого кольору додають нітрит, то в ліверні ковбаси його не додають. Випускають ліверні ковбаси вищого ґатунку — Яєчна, 1 — ліверна звичайна і ліверна вуджена, 2 — ліверна зі шпиком і 3 ґатунку — ліверна рослинна.

#### Кров'яна
Вироби в оболонці, в фарш яких додана харчова кров. Для їх приготування використовують тонкі кишки. Вони мають червоний колір і специфічний смак. Сировиною служать солені свинячі голови, субпродукти 2 категорії, шкірка, солене м'ясо та кров іноді додається гречка чи перлова крупа. Кров'яні ковбаси вищого ґатунку — Домашня, 1 — Селянська. 2 — кров'яна вуджена, 3 — кров'яна варена. Такі ковбаси, як правило, варять.

### Вегетаріанські

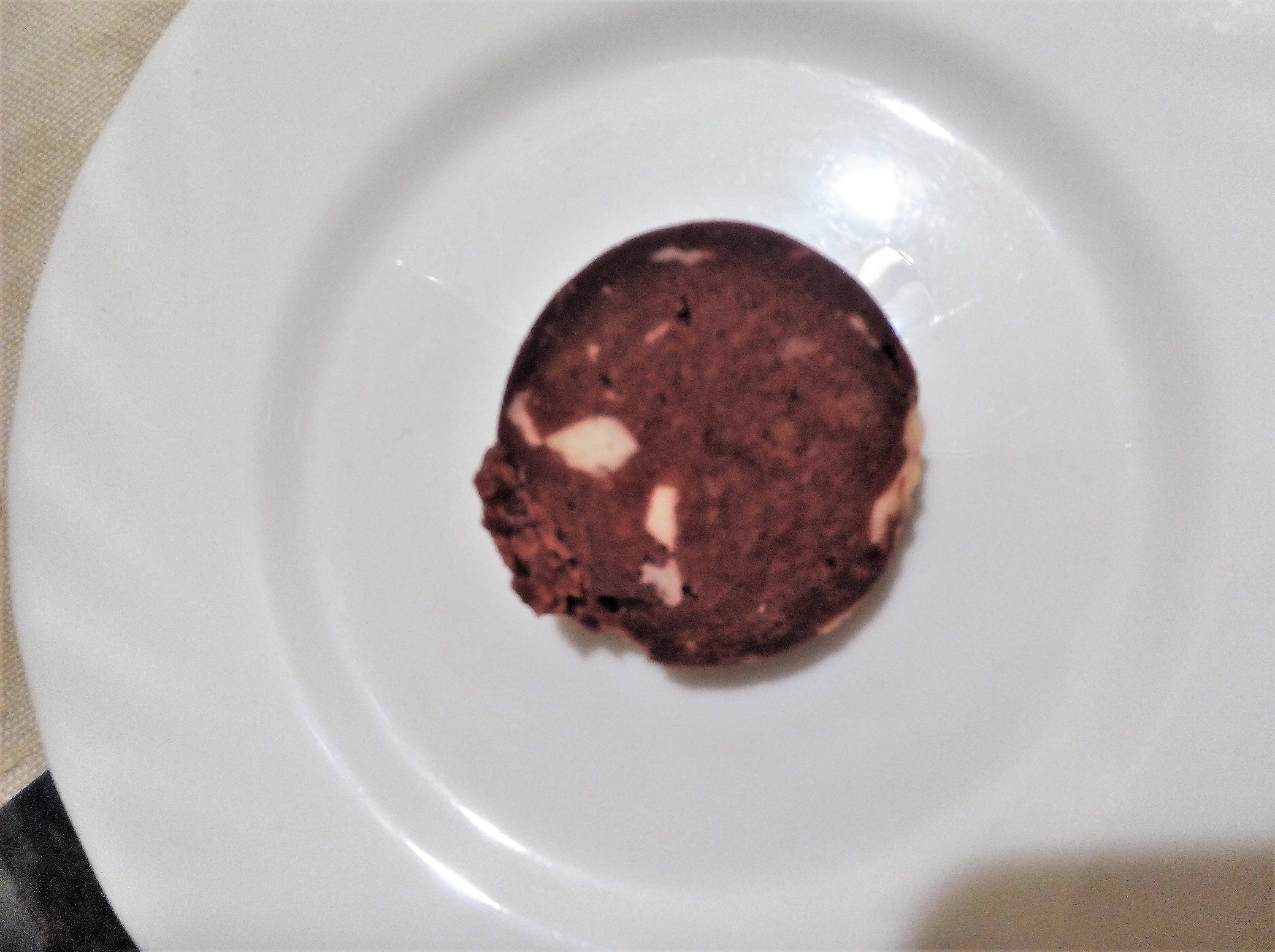
Вегетаріанський сервелат із сейтану (Харків)
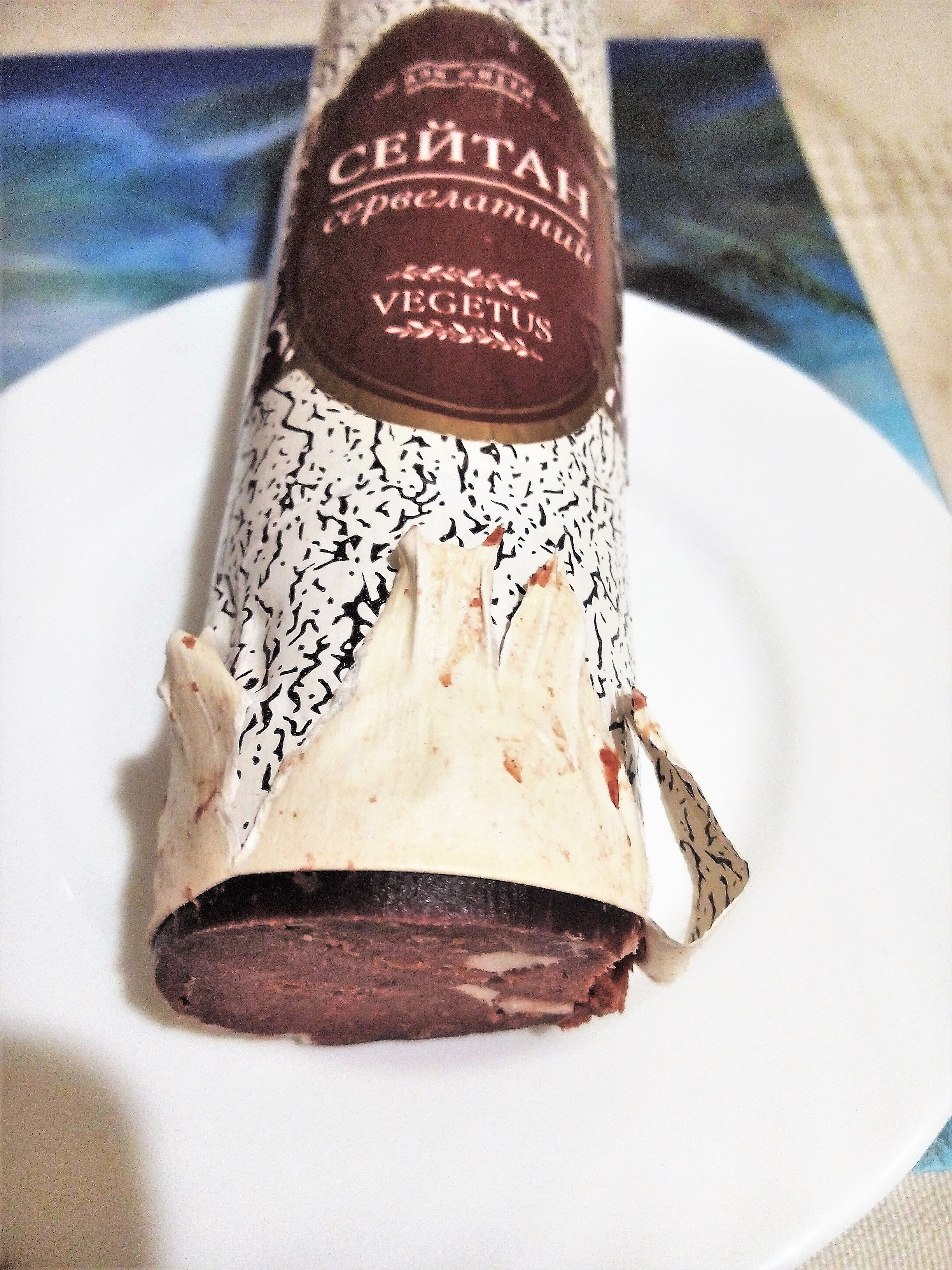
Вегетаріанський сервелат із сейтану (Харків)
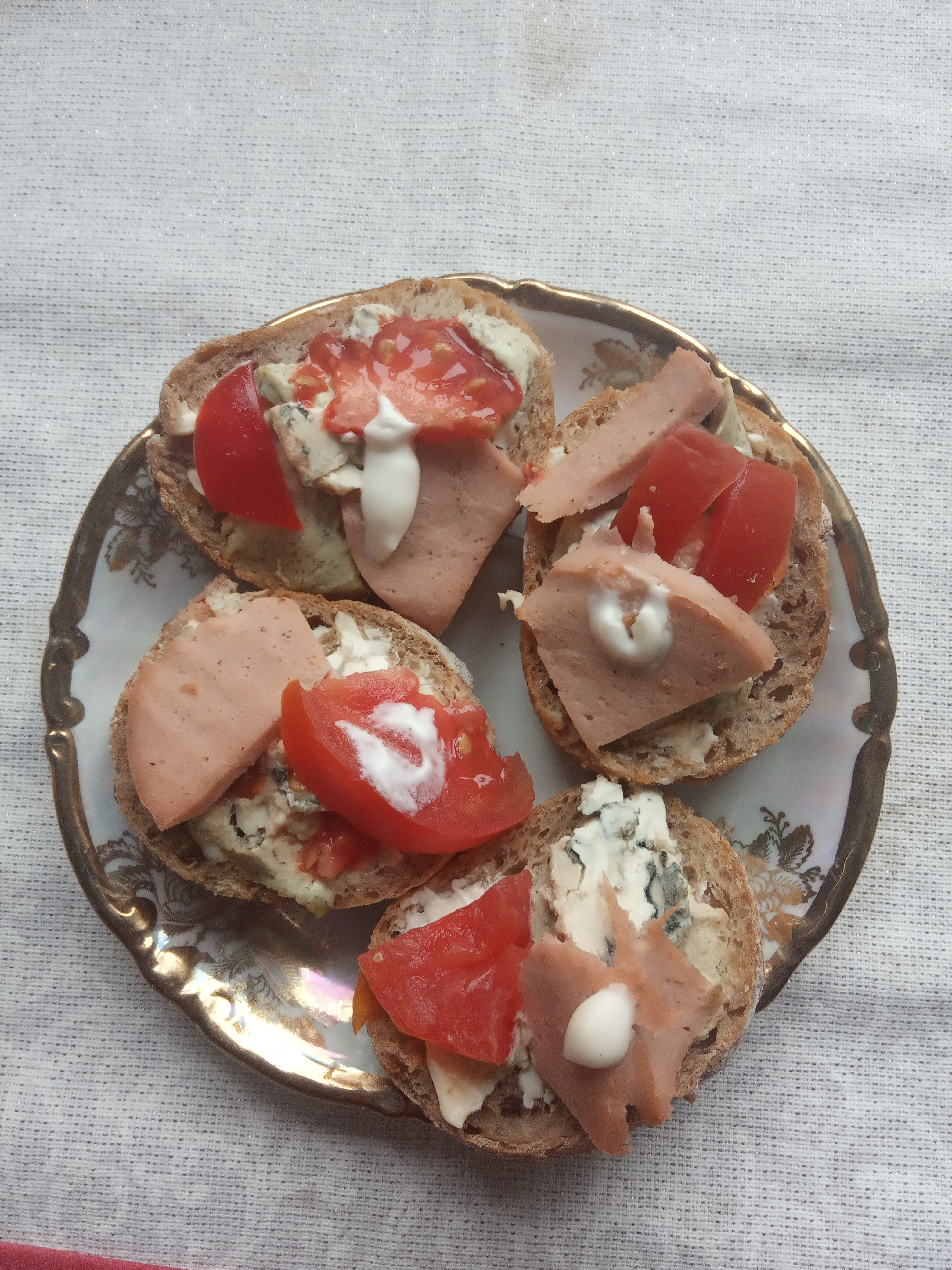
Канапки із вегетаріанською ковбасою

Із поширенням вегетаріанства також поширилися й вегетаріанські ковбаси. До складу таких ковбас входять переважно два основні складники: соя (іноді тофу) або сейтан. Також додають інші зернові білки, а також спеції і барвники. Ці додатки роблять вегетаріаську ковбасу схожою на звичайну ковбасу за смаком, запахом і консистенцією.

## Якість ковбас
Певним покажчиком якості ковбаси може бути її ціна. Під час вибору ковбаси слід звертати увагу на поверхню продукту. Вона має бути чистою, сухою, без пошкоджень, проколів і напливів фаршу. Колір — однорідним, без різких переходів від одного відтінку до іншого. Яскраво-рожева ковбаса свідчить про значну кількість фарбників. Оболонка повинна щільно прилягати до вмісту, інакше перед вами стара й пересушена ковбаса.
За харчовою цінністю ковбаси не рівноцінні, позаяк вони виготовлені за різними рецептурами. Ковбаси можуть містити від 10 до 30 % білків, від 10 до 50 % жиру. Кількість вологи в них може бути від 20 % (сировуджені та в'ялені) до 80 % (зельці). Тому і енергетична цінність їх коливається від 800 кДж у варених ковбасах та зельцях до 2400 кДж у вуджених ковбасах.